# Vriesea marnier-lapostollei

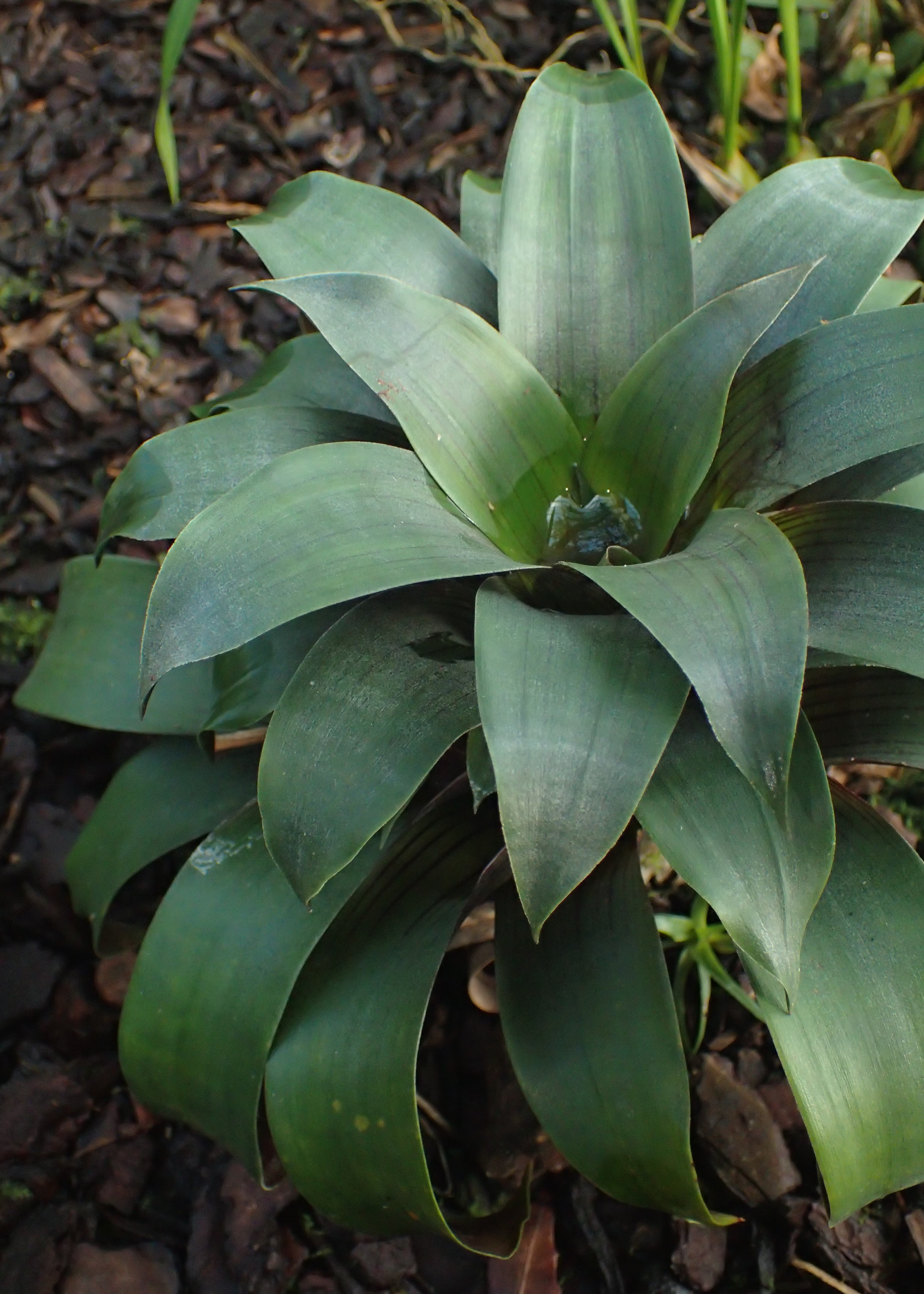
Vriesea marnier-lapostollei.

Vriesea marnier-lapostollei är en gräsväxtart som beskrevs av Lyman Bradford Smith. Vriesea marnier-lapostollei ingår i släktet Vriesea och familjen Bromeliaceae. Inga underarter finns listade i Catalogue of Life.